# FC Zwolle in het seizoen 2003/04
Het seizoen 2003/2004 is het 93e jaar in het bestaan van de Zwolse voetbalclub FC Zwolle. De club kwam uit in de Nederlandse Eredivisie, nadat ze vorig seizoen in de nacompetitie het verblijf in de hoogste klasse verlengde. De club eindigde echter op de laatste plaats en degradeerde met FC Volendam naar de Eerste divisie. In de KNVB beker werd de club in de tweede ronde uitgeschakeld.

## Wedstrijdstatistieken

### Oefenduels
| Datum + plaats  | Wedstrijd                        | Uitslag        | Scoreverloop |
| --------------- | -------------------------------- | -------------- | --- |
| 19 juli 2003    | Regioteam - FC Zwolle            | 0 – 15 (0 – 7) | 4 doelpunten: Ivan Cvetkov 3 doelpunten: Arjan Bosschaart 2 doelpunten: Ǵorǵi Hristov, Marco Roelofsen, Ivar van Dinteren 1 doelpunt: Dominggus Lim-Duan, Marino Promes |
| 22 juli 2003    | FC Dordrecht – FC Zwolle         | 0 – 2 (0 – 0)  | Ǵorǵi Hristov, Ivan Cvetkov |
| 25 juli 2003    | FC Zwolle – Maccabi Ironi Asjdod | 1 – 2 (1 – 1)  | Remco Schol |
| 29 juli 2003    | FC Zwolle – Al Hilal             | 3 – 1 (2 – 1)  | 2 doelpunten: Dominggus Lim-Duan 1 doelpunt: Marino Promes |
| 2 augustus 2003 | Olympia '28 (ama) – FC Zwolle    | 0 – 10 (0 – 6) | 3 doelpunten: Dominggus Lim-Duan 2 doelpunten: Ǵorǵi Hristov, Bert Zuurman, Marino Promes 1 doelpunt: Ivar van Dinteren                                                 |
| 8 augustus 2003 | FC Zwolle – FC Eindhoven         | 0 – 0 (0 – 0)  | – |
| 10 oktober 2003 | SV Zwolle (ama) – FC Zwolle      | 0 – 7 (0 – 4)  | 2 doelpunten: Arjan Bosschaart 1 doelpunt: Ivan Cvetkov, Andre de Ridder, Remco Schol, Tjeerd Korf, Bert Zuurman                                                        |

### Eredivisie
| 1e speelronde | FC Utrecht | 1 – 0 (1 – 0) | FC Zwolle                                                                                | Opstelling FC Zwolle: |
| 17 augustus 2003 Plaats: Utrecht Stadion Galgenwaard Toeschouwers: 18.500 Scheidsrechter: Roland van der Hilst   | Patrick Zwaanswijk 18'                                                                                               |               |                                                                                          |                       |
| 2e speelronde | FC Zwolle | 0 – 3 (0 – 2) | RKC Waalwijk                                                                             | Opstelling FC Zwolle: |
| 24 augustus 2003 Plaats: Zwolle Oosterenkstadion Toeschouwers: 6.150 Scheidsrechter: Peter Oskam                 | |               | 24' Iwan Redan 29' Iwan Redan 90' Željko Petrović                                        |                       |
| 3e speelronde | Ajax | 1 – 0 (1 – 0) | FC Zwolle                                                                                | Opstelling FC Zwolle: |
| 31 augustus 2003 Plaats: Amsterdam Amsterdam ArenA Toeschouwers: 47.880 Scheidsrechter: Hugo Luijten             | Steven Pienaar 32'                                                                                                   |               |                                                                                          |                       |
| 4e speelronde | FC Zwolle | 0 – 0         | Roda JC                                                                                  | Opstelling FC Zwolle: |
| 13 september 2003 Plaats: Zwolle Oosterenkstadion Toeschouwers: 5.715 Scheidsrechter: Reinold Wiedemeijer        | |               |                                                                                          |                       |
| 5e speelronde | Willem II | 2 – 1 (1 – )  | FC Zwolle                                                                                | Opstelling FC Zwolle: |
| 20 september 2003 Plaats: Tilburg Koning Willem II-stadion Toeschouwers: 12.050 Scheidsrechter: Peter van Dongen | Dmitri Shoukov 42' Danny Mathijsen 90'                                                                               |               | 78' Ǵorǵi Hristov                                                                        |                       |
| 6e speelronde | FC Zwolle | 0 – 3 (0 – 0) | Feyenoord                                                                                | Opstelling FC Zwolle: |
| 28 september 2003 Plaats: Zwolle Oosterenkstadion Toeschouwers: 6.600 Scheidsrechter: Rien Koopman               | |               | 53' Shinji Ono 69' Anthony Lurling 71' Shinji Ono                                        |                       |
| 7e speelronde | FC Volendam | 2 – 2 (1 – 2) | FC Zwolle                                                                                | Opstelling FC Zwolle: |
| 5 oktober 2003 Plaats: Volendam Krasstadion Toeschouwers: 4.810 Scheidsrechter: Eric Braamhaar                   | Jack Tuyp 27' Karim Bridji 72'                                                                                       |               | 30' Jasar Takak 44' Ǵorǵi Hristov                                                        |                       |
| 8e speelronde | FC Zwolle | 1 – 2 (1 – 1) | ADO Den Haag                                                                             | Opstelling FC Zwolle: |
| 19 oktober 2003 Plaats: Zwolle Oosterenkstadion Toeschouwers: 6.000 Scheidsrechter: Ruud Bossen                  | Ǵorǵi Hristov 45' |               | 12' Peter Hofstede 75' Peter Hofstede                                                    |                       |
| 9e speelronde | AZ | 4 – 0 (3 – 0) | FC Zwolle                                                                                | Opstelling FC Zwolle: |
| 25 oktober 2003 Plaats: Alkmaar Alkmaarderhout Toeschouwers: 7.892 Scheidsrechter: Jack van Hulten               | Ali El Khattabi 3' Kenneth Perez 37' Stein Huysegems 40' Barry van Galen 47'                                         |               |                                                                                          |                       |
| 10e speelronde                                                                                                   | FC Zwolle | 1 – 0 (0 – 0) | FC Twente                                                                                | Opstelling FC Zwolle: |
| 2 november 2003 Plaats: Zwolle Oosterenkstadion Toeschouwers: 6.200 Scheidsrechter: Dick Jol                     | Jasar Takak 53' |               |                                                                                          |                       |
| 11e speelronde                                                                                                   | sc Heerenveen | 1 – 1 (0 – 0) | FC Zwolle                                                                                | Opstelling FC Zwolle: |
| 8 november 2003 Plaats: Heerenveen Abe Lenstra Stadion Toeschouwers: 14.400 Scheidsrechter: Jac Schenkels        | Gerald Sibon 61' |               | 90' Bert Zuurman                                                                         |                       |
| 12e speelronde                                                                                                   | FC Zwolle | 0 – 2 (0 – 1) | NAC Breda                                                                                | Opstelling FC Zwolle: |
| 22 november 2003 Plaats: Zwolle Oosterenkstadion Toeschouwers: 6.400 Scheidsrechter: Roland van der Hilst        | |               | 28' Nourdin Boukhari 90' Henk Vos                                                        |                       |
| 13e speelronde                                                                                                   | FC Zwolle | 0 – 4 (0 – 2) | PSV                                                                                      | Opstelling FC Zwolle: |
| 29 november 2003 Plaats: Zwolle Oosterenkstadion Toeschouwers: 6.650 Scheidsrechter: Fred Sterk                  | |               | 23' (e.d.) Remco Schol 35' Johann Vogel 48' (e.d.) Albert-Michael Yobo 62' Arjen Robben  |                       |
| 14e speelronde                                                                                                   | Vitesse | 5 – 2 (3 – 1) | FC Zwolle                                                                                | Opstelling FC Zwolle: |
| 7 december 2003 Plaats: Arnhem GelreDome Toeschouwers: 16.500 Scheidsrechter: Dick van Egmond                    | Émile Mbamba 4' Nicky Hofs 17' Gert Claessens 20' Jhon van Beukering 55' Nicky Hofs 73'                              |               | 40' Jasar Takak 58' Ǵorǵi Hristov                                                        |                       |
| 15e speelronde                                                                                                   | FC Zwolle | 1 – 1 (1 – 0) | FC Groningen                                                                             | Opstelling FC Zwolle: |
| 14 december 2003 Plaats: Zwolle Oosterenkstadion Toeschouwers: 5.300 Scheidsrechter: Jac Schenkels               | Dominggus Lim-Duan 31'                                                                                               |               | 50' Hugo Alves Velame                                                                    |                       |
| 16e speelronde                                                                                                   | N.E.C. | 1 – 0 (1 – 0) | FC Zwolle                                                                                | Opstelling FC Zwolle: |
| 20 december 2003 Plaats: Nijmegen Goffertstadion Toeschouwers: 11.250 Scheidsrechter: Peter van Dongen           | Youssouf Hersi 43'                                                                                                   |               |                                                                                          |                       |
| 17e speelronde                                                                                                   | FC Zwolle | 0 – 3 (0 – 1) | RBC Roosendaal                                                                           | Opstelling FC Zwolle: |
| 24 januari 2004 Plaats: Zwolle Oosterenkstadion Toeschouwers: 6.150 Scheidsrechter: Eric Braamhaar               | |               | 22' Sidney Lammens 70' Edwin de Graaf 84' Ramon Luijten                                  |                       |
| 18e speelronde                                                                                                   | PSV | 5 – 1 (3 – 1) | FC Zwolle                                                                                | Opstelling FC Zwolle: |
| 28 januari 2004 Plaats: Eindhoven Philips Stadion Toeschouwers: 31.000 Scheidsrechter: Peter van Dongen          | Jürgen Colin 16' John de Jong 22' Jan Vennegoor of Hesselink 25' Jan Vennegoor of Hesselink 74' Johan Vonlanthen 87' |               | 29' André de Ridder                                                                      |                       |
| 19e speelronde                                                                                                   | FC Zwolle | 1 – 1 (1 – 1) | FC Utrecht                                                                               | Opstelling FC Zwolle: |
| 1 februari 2004 Plaats: Zwolle Oosterenkstadion Toeschouwers: 5.600 Scheidsrechter: Ruud Bossen                  | Jasar Takak 9' |               | 36' Abdelhali Chaiat                                                                     |                       |
| 20e speelronde                                                                                                   | FC Twente | 2 – 0 (0 – 0) | FC Zwolle                                                                                | Opstelling FC Zwolle: |
| 7 februari 2004 Plaats: Enschede Arke Stadion Toeschouwers: 13.100 Scheidsrechter: Pieter Vink                   | Blaise N'Kufo 63' Giorgi Gachokidze 87'                                                                              |               |                                                                                          |                       |
| 21e speelronde                                                                                                   | RKC Waalwijk | 2 – 0 (2 – 0) | FC Zwolle                                                                                | Opstelling FC Zwolle: |
| 15 februari 2004 Plaats: Waalwijk Mandemakers Stadion Toeschouwers: 5.500 Scheidsrechter: René Temmink           | Khalid Boulahrouz 20' Rogier Molhoek 30'                                                                             |               |                                                                                          |                       |
| 22e speelronde                                                                                                   | FC Zwolle | 2 – 1 (0 – 1) | N.E.C.                                                                                   | Opstelling FC Zwolle: |
| 21 februari 2004 Plaats: Zwolle Oosterenkstadion Toeschouwers: 5.960 Scheidsrechter: Reinold Wiedemeijer         | Jasar Takak 73' Jasar Takak 79'                                                                                      |               | 28' Björn van der Doelen                                                                 |                       |
| 23e speelronde                                                                                                   | FC Zwolle | 1 – 1 (0 – 0) | Vitesse                                                                                  | Opstelling FC Zwolle: |
| 27 februari 2004 Plaats: Zwolle Oosterenkstadion Toeschouwers: 6.500 Scheidsrechter: Roelof Luinge               | Albert van der Haar (pen) 87'                                                                                        |               | 68' Ruud Knol                                                                            |                       |
| 24e speelronde                                                                                                   | Roda JC | 1 – 1 (0 – 0) | FC Zwolle                                                                                | Opstelling FC Zwolle: |
| 6 maart 2004 Plaats: Kerkrade Parkstad Limburg Stadion Toeschouwers: 11.850 Scheidsrechter: Peter Oskam          | Iwan Redan 50' |               | 63' Ivar van Dinteren                                                                    |                       |
| 25e speelronde                                                                                                   | NAC Breda | 3 – 1 (2 – 1) | FC Zwolle                                                                                | Opstelling FC Zwolle: |
| 13 maart 2004 Plaats: Breda MyCom-stadion Toeschouwers: 11.704 Scheidsrechter: Hans Olde Olthof                  | Ali Boussaboun 18' Nourdin Boukhari 23' Anouar Diba 61'                                                              |               | 25' Jasar Takak                                                                          |                       |
| 26e speelronde                                                                                                   | FC Zwolle | 3 – 0 (2 – 0) | FC Volendam                                                                              | Opstelling FC Zwolle: |
| 20 maart 2004 Plaats: Zwolle Oosterenkstadion Toeschouwers: 6.500 Scheidsrechter: Dick van Egmond                | Bert Zuurman 4' Dominggus Lim-Duan 41' Ivar van Dinteren 60'                                                         |               |                                                                                          |                       |
| 27e speelronde                                                                                                   | ADO Den Haag | 1 – 1 (1 – 1) | FC Zwolle                                                                                | Opstelling FC Zwolle: |
| 26 maart 2004 Plaats: Den Haag Zuiderparkstadion Toeschouwers: 6.500 Scheidsrechter: Ruud Bossen                 | Cedric van der Gun 43'                                                                                               |               | 13' Jasar Takak                                                                          |                       |
| 28e speelronde                                                                                                   | RBC Roosendaal | 1 – 1 (1 – 1) | FC Zwolle                                                                                | Opstelling FC Zwolle: |
| 3 april 2004 Plaats: Roosendaal Vast & Goed Stadion Toeschouwers: 5.000 Scheidsrechter: Roelof Luinge            | Edwin de Graaf 1' |               | 27' Bert Zuurman                                                                         |                       |
| 29e speelronde                                                                                                   | FC Zwolle | 2 – 0 (1 – 0) | AZ                                                                                       | Opstelling FC Zwolle: |
| 10 april 2004 Plaats: Zwolle Oosterenkstadion Toeschouwers: 6.500 Scheidsrechter: René Temmink                   | Ivar van Dinteren 18' Dominggus Lim-Duan 59'                                                                         |               |                                                                                          |                       |
| 30e speelronde                                                                                                   | FC Zwolle | 1 – 0 (1 – 0) | sc Heerenveen                                                                            | Opstelling FC Zwolle: |
| 17 april 2004 Plaats: Zwolle Oosterenkstadion Toeschouwers: 6.750 Scheidsrechter: Jan Wegereef                   | Bert Zuurman 45' |               |                                                                                          |                       |
| 31e speelronde                                                                                                   | FC Groningen | 2 – 2 (2 – 0) | FC Zwolle                                                                                | Opstelling FC Zwolle: |
| 25 april 2004 Plaats: Groningen Stadion Oosterpark Toeschouwers: 12.013 Scheidsrechter: Dick Jol                 | Sander van Gessel 20' Paul Matthijs 45'                                                                              |               | 71' Albert van der Haar 85' Mauro Almeida                                                |                       |
| 32e speelronde                                                                                                   | FC Zwolle | 0 – 5 (0 – 1) | Ajax                                                                                     | Opstelling FC Zwolle: |
| 2 mei 2004 Plaats: Zwolle Oosterenkstadion Toeschouwers: 6.800 Scheidsrechter: Pieter Vink                       | |               | 36' Tomáš Galásek 57' Wesley Sonck 78' Wesley Sonck 80' Wesley Sneijder 82' Wesley Sonck |                       |
| 33e speelronde                                                                                                   | FC Zwolle | 0 – 0         | Willem II                                                                                | Opstelling FC Zwolle: |
| 9 mei 2004 Plaats: Zwolle Oosterenkstadion Toeschouwers: 6.000 Scheidsrechter: Ben Haverkort                     | |               |                                                                                          |                       |
| 34e speelronde                                                                                                   | Feyenoord | 7 – 1 (4 – 0) | FC Zwolle                                                                                | Opstelling FC Zwolle: |
| 16 mei 2004 Plaats: Rotterdam Stadion Feijenoord Toeschouwers: 44.000 Scheidsrechter: René Temmink               | Danko Lazović 2' Danko Lazović 8' Dirk Kuijt 17' Dirk Kuijt 28' Patrick Paauwe 50' Dirk Kuijt 79' Danko Lazović 81'  |               | 67' Dominggus Lim-Duan                                                                   |                       |

### KNVB beker
| 1e ronde | Noordwijk     | 1 – 7 (1 – 2) | FC Zwolle | Opstelling FC Zwolle: |
| 12 augustus 2003 Plaats: Noordwijk Sportpark Duinwetering Toeschouwers: 800 Scheidsrechter: Raymond van Meenen | Bram Meurs 8' |               | 10' Ivar van Dinteren 45' Marino Promes 50' Marino Promes 60' Ǵorǵi Hristov 65' Ǵorǵi Hristov 77' (pen) Ǵorǵi Hristov 88' Ivan Cvetkov | Niet bekend           |

| 2e ronde | FC Den Bosch                        | 2 – 1 (2 – 1) | FC Zwolle         | Opstelling FC Zwolle: |
| 23 september 2003 Plaats: 's-Hertogenbosch Stadion De Vliert Toeschouwers: 3.000 Scheidsrechter: Roelof Luinge | Stefan Jansen 37' Stefan Jansen 42' |               | 13' Marino Promes | Niet bekend Yobo      |

## Selectie en technische staf

### Selectie 2003/04
| Nr.           |                          | Naam                    | Competitie | Competitie | Beker      | Beker      | Play-offs  | Play-offs  | Totaal     | Totaal     | Contract   | Seizoen    | Vorige club           | Debuut           |
| Nr.           | W                        | Naam                    |            | W          |            | W          |            | W          |            |            | Contract   | Seizoen    | Vorige club           | Debuut           |
| Doelmannen    | Doelmannen               | Doelmannen              | Doelmannen | Doelmannen | Doelmannen | Doelmannen | Doelmannen | Doelmannen | Doelmannen | Doelmannen | Doelmannen | Doelmannen | Doelmannen            | Doelmannen       |
| ------------- | ------------------------ | ----------------------- | ---------- | ---------- | ---------- | ---------- | ---------- | ---------- | ---------- | ---------- | ---------- | ---------- | --------------------- | ---------------- |
| -             | Vlag van Nederland       | Johan van der Werff     | 33         | 0          | 0          | 0          | 0          | 0          | 33         | 0          | -          | 4e         | FC Dordrecht          | 21 augustus 2000 |
| -             | Vlag van Nederland       | Diederik Boer           | 2          | 0          | 0          | 0          | 0          | 0          | 2          | 0          | -          | 3e         | Jeugd                 | 8 maart 2003     |
| Verdedigers   |                          |                         |            |            |            |            |            |            |            |            |            |            |                       |                  |
| -             | Vlag van Portugal        | Mauro Almeida           | 16         | 1          | 0          | 0          | 0          | 0          | 16         | 1          | -          | 1e         | CF Estrela da Amadora | 28 januari 2004  |
| -             | Vlag van Nederland       | Albert van der Haar     | 34         | 2          | 0          | 0          | 0          | 0          | 34         | 2          | -          | 10e        | Jeugd                 | 27 augustus 1994 |
| -             | Vlag van Finland         | Marco Parnela           | 8          | 0          | 0          | 0          | 0          | 0          | 8          | 0          | -          | 1e         | FC Thun               | 17 augustus 2003 |
| -             | Vlag van Nederland       | Robert-Jan Ravensbergen | 31         | 0          | 0          | 0          | 0          | 0          | 31         | 0          | -          | 2e         | FC Volendam           | 24 augustus 2002 |
| -             | Vlag van Nederland       | Remco Schol             | 8          | 0          | 0          | 0          | 0          | 0          | 8          | 0          | -          | 5e         | VVV-Venlo             | 16 augustus 1999 |
| -             | Vlag van Nederland       | Remco Snippe            | 1          | 0          | 0          | 0          | 0          | 0          | 1          | 0          | -          | 1e         | Jeugd                 | 31 augustus 2003 |
| -             | Vlag van Nigeria         | Albert Yobo             | 21         | 0          | 0          | 0          | 0          | 0          | 21         | 0          | -          | 1e         | Grazer AK             | 17 augustus 2003 |
| Middenvelders |                          |                         |            |            |            |            |            |            |            |            |            |            |                       |                  |
| -             | Vlag van Nederland       | Ivar van Dinteren       | 30         | 3          | 0          | 0          | 0          | 0          | 30         | 3          | -          | 1e         | RKC Waalwijk          | 17 augustus 2003 |
| -             | Vlag van Nederland       | Hermen Hogenkamp        | 13         | 0          | 0          | 0          | 0          | 0          | 13         | 0          | -          | 1e         | Jeugd                 | 14 december 2003 |
| -             | Vlag van Nederland       | Martijn Jansen          | 1          | 0          | 0          | 0          | 0          | 0          | 1          | 0          | -          | 3e         | Jeugd                 | 8 februari 2002  |
| -             | Vlag van Denemarken      | Morten Karlsen          | 26         | 0          | 0          | 0          | 0          | 0          | 26         | 0          | -          | 2e         | B.93                  | 16 augustus 2002 |
| -             | Vlag van Nederland       | André de Ridder         | 29         | 1          | 0          | 0          | 0          | 0          | 29         | 1          | -          | 5e         | Telstar               | 18 december 1999 |
| -             | Vlag van Nederland       | Marco Roelofsen         | 30         | 0          | 0          | 0          | 0          | 0          | 30         | 0          | -          | 9e         | SC Heerenveen         | 22 februari 1997 |
| Aanvallers    |                          |                         |            |            |            |            |            |            |            |            |            |            |                       |                  |
| -             | Vlag van Nederland       | Arjan Bosschaart        | 10         | 0          | 0          | 0          | 0          | 0          | 10         | 0          | -          | 8e         | Jeugd                 | 7 september 1996 |
| -             | Vlag van Bulgarije       | Ivan Tsvetkov           | 17         | 0          | 0          | 0          | 0          | 0          | 17         | 0          | -          | 2e         | SC Veendam            | 16 augustus 2002 |
| -             | Vlag van Noord-Macedonië | Ǵorǵi Hristov           | 13         | 4          | 0          | 0          | 0          | 0          | 13         | 4          | -          | 1e         | N.E.C.                | 17 augustus 2003 |
| -             | Vlag van Nederland       | Tjeerd Korf             | 19         | 0          | 0          | 0          | 0          | 0          | 19         | 0          | -          | 2e         | Jeugd                 | 15 maart 2003    |
| -             | Vlag van Nederland       | Dominggus Lim-Duan      | 32         | 4          | 0          | 0          | 0          | 0          | 32         | 4          | -          | 4e         | Jeugd                 | 21 augustus 2000 |
| -             | Vlag van Nederland       | Marino Promes           | 18         | 0          | 0          | 0          | 0          | 0          | 18         | 0          | -          | 2e         | De Graafschap         | 16 augustus 2002 |
| -             | Vlag van Finland         | Paulus Roiha            | 11         | 0          | 0          | 0          | 0          | 0          | 11         | 0          | Huur       | 1e         | FC Utrecht            | 24 januari 2004  |
| -             | Vlag van Nederland       | Jasar Takak             | 34         | 8          | 0          | 0          | 0          | 0          | 34         | 8          | Huur       | 1e         | PSV                   | 17 augustus 2003 |
| -             | Vlag van Nederland       | Bert Zuurman            | 25         | 4          | 0          | 0          | 0          | 0          | 25         | 4          | -          | 3e         | FC Emmen              | 17 augustus 2001 |
| Nr.           |                          | Naam                    | W          |            | W          |            | W          |            | W          |            | Contract   | Seizoen    | Vorige club           | Debuut           |
| Nr.           | Competitie               | Competitie              | Beker      | Beker      | Play-offs  | Play-offs  | Totaal     | Totaal     |            |            | Contract   | Seizoen    | Vorige club           | Debuut           |

### Technische staf
| Naam              | Functie           |
| ----------------- | ----------------- |
| Hennie Spijkerman | Trainer/Coach     |
| Gerard Nijkamp    | Assistent Trainer |
| Harry Sinkgraven  | Assistent Trainer |
| Lambert Jager     | Keeper Trainer    |
| Reijer Groenman   | Elftalbegeleider  |
| Erwin Vloedgraven | Verzorger         |
| Christan Beltman  | Fysiotherapeut    |
| Karst Bongers     | Clubarts          |
| Jos Lemmens       | Clubarts          |

## Statistieken FC Zwolle 2003/2004

### Eindstand FC Zwolle in de Nederlandse Eredivisie 2003 / 2004
| Stand | Gespeeld | Gewonnen | Gelijk | Verloren | Punten | Doelpunten voor | Doelpunten tegen | Gele kaarten | Rode kaarten |
| ----- | -------- | -------- | ------ | -------- | ------ | --------------- | ---------------- | ------------ | ------------ |
| 18e   | 34       | 5        | 11     | 18       | 26     | 27              | 67               | 43           | 2            |

### Topscorers
| #      | Naam                | Goal |
| ------ | ------------------- | ---- |
| 1.     | Jasar Takak         | 8    |
| 2.     | Ǵorǵi Hristov       | 4    |
| 2.     | Dominggus Lim-Duan  | 4    |
| 2.     | Bert Zuurman        | 4    |
| 5.     | Ivar van Dinteren   | 3    |
| 6.     | Albert van der Haar | 2    |
| 7.     | Mauro Almeida       | 1    |
| 7.     | André de Ridder     | 1    |
| Totaal | Totaal              | 27   |

| #      | Naam              | Goal |
| ------ | ----------------- | ---- |
| 1.     | Ǵorǵi Hristov     | 3    |
| 1.     | Marino Promes     | 3    |
| 3.     | Ivan Cvetkov      | 1    |
| 3.     | Ivar van Dinteren | 1    |
| Totaal | Totaal            | 8    |

| #      | Naam               | Goal |
| ------ | ------------------ | ---- |
| 1.     | Dominggus Lim-Duan | 6    |
| 1.     | Ivan Cvetkov       | 6    |
| 3.     | Arjan Bosschaart   | 5    |
| 3.     | Ǵorǵi Hristov      | 5    |
| 5.     | Marino Promes      | 4    |
| 6.     | Ivar van Dinteren  | 3    |
| 6.     | Bert Zuurman       | 3    |
| 8.     | Marco Roelofsen    | 2    |
| 8.     | Remco Schol        | 2    |
| 10.    | André de Ridder    | 1    |
| 10.    | Tjeerd Korf        | 1    |
| Totaal | Totaal             | 38   |

### Kaarten
| #      | Naam                    |    |
| ------ | ----------------------- | -- |
| 1.     | Morten Karlsen          | 5  |
| 1.     | Albert Yobo             | 5  |
| 3.     | Mauro Almeida           | 4  |
| 3.     | Robert-Jan Ravensbergen | 4  |
| 5.     | Ivar van Dinteren       | 3  |
| 5.     | Hermen Hogenkamp        | 3  |
| 5.     | Ǵorǵi Hristov           | 3  |
| 5.     | André de Ridder         | 3  |
| 5.     | Marco Roelofsen         | 3  |
| 5.     | Bert Zuurman            | 3  |
| 11.    | Albert van der Haar     | 1  |
| 11.    | Dominggus Lim-Duan      | 1  |
| 11.    | Marino Promes           | 1  |
| 11.    | Remco Schol             | 1  |
| 11.    | Jasar Takak             | 1  |
| 11.    | Ivan Cvetkov            | 1  |
| 11.    | Johan van der Werff     | 1  |
| Totaal | Totaal                  | 43 |

| #      | Naam        |   |
| ------ | ----------- | - |
| –      | Geen speler | 0 |
| Totaal | Totaal      | 0 |

| #      | Naam            |   |
| ------ | --------------- | - |
| 1.     | Marco Roelofsen | 1 |
| 1.     | Remco Schol     | 1 |
| Totaal | Totaal          | 2 |

### Punten per speelronde
| Speelronde | 1 | 2 | 3 | 4 | 5 | 6 | 7 | 8 | 9 | 10 | 11 | 12 | 13 | 14 | 15 | 16 | 17 | 18 | 19 | 20 | 21 | 22 | 23 | 24 | 25 | 26 | 27 | 28 | 29 | 30 | 31 | 32 | 33 | 34 |
| ---------- | - | - | - | - | - | - | - | - | - | -- | -- | -- | -- | -- | -- | -- | -- | -- | -- | -- | -- | -- | -- | -- | -- | -- | -- | -- | -- | -- | -- | -- | -- | -- |
| Punten     | 0 | 0 | 0 | 1 | 0 | 0 | 1 | 0 | 0 | 3  | 1  | 0  | 0  | 0  | 1  | 0  | 0  | 0  | 1  | 0  | 0  | 3  | 1  | 1  | 0  | 3  | 1  | 1  | 3  | 3  | 1  | 0  | 1  | 0  |

### Punten na speelronde
| Speelronde | 1 | 2 | 3 | 4 | 5 | 6 | 7 | 8 | 9 | 10 | 11 | 12 | 13 | 14 | 15 | 16 | 17 | 18 | 19 | 20 | 21 | 22 | 23 | 24 | 25 | 26 | 27 | 28 | 29 | 30 | 31 | 32 | 33 | 34 |
| ---------- | - | - | - | - | - | - | - | - | - | -- | -- | -- | -- | -- | -- | -- | -- | -- | -- | -- | -- | -- | -- | -- | -- | -- | -- | -- | -- | -- | -- | -- | -- | -- |
| Punten     | 0 | 0 | 0 | 1 | 1 | 1 | 2 | 2 | 2 | 5  | 6  | 6  | 6  | 6  | 7  | 7  | 7  | 7  | 8  | 8  | 8  | 11 | 12 | 13 | 13 | 16 | 17 | 18 | 21 | 24 | 25 | 25 | 26 | 26 |

### Stand na speelronde
| Speelronde | 1   | 2   | 3   | 4   | 5   | 6   | 7   | 8   | 9   | 10  | 11  | 12  | 13  | 14  | 15  | 16  | 17  | 18  | 19  | 20  | 21  | 22  | 23  | 24  | 25  | 26  | 27  | 28  | 29  | 30  | 31  | 32  | 33  | 34  |
| ---------- | --- | --- | --- | --- | --- | --- | --- | --- | --- | --- | --- | --- | --- | --- | --- | --- | --- | --- | --- | --- | --- | --- | --- | --- | --- | --- | --- | --- | --- | --- | --- | --- | --- | --- |
| Stand      | 17e | 18e | 18e | 18e | 18e | 18e | 18e | 18e | 18e | 18e | 18e | 18e | 18e | 18e | 18e | 18e | 18e | 18e | 18e | 18e | 18e | 18e | 18e | 18e | 18e | 18e | 18e | 18e | 17e | 16e | 16e | 17e | 16e | 18e |

### Doelpunten per speelronde
| Speelronde | 1 | 2 | 3 | 4 | 5 | 6 | 7 | 8 | 9 | 10 | 11 | 12 | 13 | 14 | 15 | 16 | 17 | 18 | 19 | 20 | 21 | 22 | 23 | 24 | 25 | 26 | 27 | 28 | 29 | 30 | 31 | 32 | 33 | 34 | Totaal |
| ---------- | - | - | - | - | - | - | - | - | - | -- | -- | -- | -- | -- | -- | -- | -- | -- | -- | -- | -- | -- | -- | -- | -- | -- | -- | -- | -- | -- | -- | -- | -- | -- | ------ |
| Doelpunten | 0 | 0 | 0 | 0 | 1 | 0 | 2 | 1 | 0 | 1  | 1  | 0  | 0  | 2  | 1  | 0  | 0  | 1  | 1  | 0  | 0  | 2  | 1  | 1  | 1  | 3  | 1  | 1  | 2  | 1  | 2  | 0  | 0  | 1  | 27     |

## Mutaties

### Zomer

#### Aangetrokken
| Nr. | Nat. | Naam              | Van          | Type | Contract     | Transfersom | Bijzonderheid                          |
| --- | ---- | ----------------- | ------------ | ---- | ------------ | ----------- | -------------------------------------- |
| -   | NL   | Ivar van Dinteren | RKC Waalwijk | -    | -            | n.v.t.      | Speelde op huurbasis bij Helmond Sport |
| -   | NL   | Hermen Hogenkamp  | Jeugd        | -    | -            | n.v.t.      | -                                      |
| -   | YU   | Gorgi Hristov     | N.E.C.       | -    | -            | n.v.t.      | -                                      |
| -   | FI   | Marco Parnela     | FC Thun      | -    | -            | n.v.t.      | -                                      |
| -   | NL   | Remco Snippe      | Jeugd        | -    | -            | n.v.t.      | -                                      |
| -   | NL   | Jasar Takak       | PSV          | -    | Op huurbasis | n.v.t.      | -                                      |
| -   | NG   | Albert Yobo       | Grazer AK    | -    | -            | n.v.t.      | -                                      |

#### Vertrokken
| Nr. | Nat. | Naam               | Naar            | Type               | Transfersom | Wed. | Dlpt. |
| --- | ---- | ------------------ | --------------- | ------------------ | ----------- | ---- | ----- |
| -   | NL   | Jhon van Beukering | Vitesse         | Einde huurcontract | n.v.t.      | 6    | 2     |
| -   | NL   | Peter Blom         | Gestopt         | -                  | n.v.t.      | 6    | 0     |
| -   | NL   | Marcel Boudesteyn  | Gestopt         | -                  | n.v.t.      | 75   | 3     |
| -   | NL   | Michel Doesburg    | Gestopt         | -                  | n.v.t.      | 36   | 1     |
| -   | NL   | Ruud Kras          | FC Volendam     | -                  | n.v.t.      | 31   | 0     |
| -   | NL   | Eric-Jan Lijzen    | Gestopt         | -                  | n.v.t.      | 7    | 0     |
| -   | NL   | Henry Louwdijk     | SC Veendam      | -                  | n.v.t.      | 7    | 0     |
| -   | NL   | Richard Roelofsen  | Heracles Almelo | -                  | n.v.t.      | 164  | 51    |
| -   | BE   | Maarten Schops     | FC Den Bosch    | -                  | n.v.t.      | 19   | 1     |
| -   | NL   | Robert Wijnands    | TOP Oss         | -                  | n.v.t.      | 162  | 7     |

#### Statistieken transfers zomer
| Gekochte spelers | Verkochte spelers | Gehuurde spelers | Verhuurde spelers | Spelers terug van verhuurperiode | Spelers einde van huurperiode | Transfervrij aangetrokken spelers | Transfervrij vertrokken spelers | Doorgestroomde jeugdspelers |
| ---------------- | ----------------- | ---------------- | ----------------- | -------------------------------- | ----------------------------- | --------------------------------- | ------------------------------- | --------------------------- |
| 0                | 0                 | 1                | 0                 | 0                                | 1                             | 4                                 | 5                               | 2                           |

### Winter

#### Aangetrokken
| Nr. | Nat. | Naam          | Van                   | Type | Contract     | Transfersom | Bijzonderheid |
| --- | ---- | ------------- | --------------------- | ---- | ------------ | ----------- | ------------- |
| -   | PT   | Mauro Almeida | CF Estrela da Amadora | -    | -            | n.v.t.      | -             |
| -   | FI   | Paulus Roiha  | FC Utrecht            | -    | Op huurbasis | n.v.t.      | -             |

#### Statistieken transfers winter
| Gekochte spelers | Verkochte spelers | Gehuurde spelers | Verhuurde spelers | Spelers terug van verhuurperiode | Spelers einde van huurperiode | Transfervrij aangetrokken spelers | Transfervrij vertrokken spelers | Doorgestroomde jeugdspelers |
| ---------------- | ----------------- | ---------------- | ----------------- | -------------------------------- | ----------------------------- | --------------------------------- | ------------------------------- | --------------------------- |
| 0                | 0                 | 1                | 0                 | 0                                | 0                             | 1                                 | 0                               | 0                           |